# Bioenergetische Analyse
Die Bioenergetische Analyse ist ein körperpsychotherapeutisches Verfahren, das ab 1947 vom Arzt und Psychotherapeuten Alexander Lowen entwickelt wurde. Ihre therapeutische Wirksamkeit ist noch nicht geklärt; in Deutschland wird sie von den gesetzlichen Krankenkassen nicht als erstattungsfähiges Psychotherapieverfahren anerkannt. Obgleich sie oft verkürzt als Bioenergetik bezeichnet wird, hat sie mit der naturwissenschaftlichen Bioenergetik nichts zu tun.

## Grundlagen
Der Begriff „Bioenergie“ verweist auf eine nicht näher definierte „Lebensenergie“, deren Existenz schon – mit etwas abweichender Bedeutung – von Wilhelm Reich postuliert worden war.
Die Bioenergetische Analyse beruht auf einzelnen Bestandteilen der Psychoanalyse, der Charakteranalyse von Reich (1933) sowie auf Lowens eigenen Beobachtungen und Weiterentwicklungen. Reich geht in seiner „Charakteranalyse“ bei der Differenzierung von Charaktertypen (der Begriff „Charakter“ ist heute weitgehend identisch mit dem Begriff der Persönlichkeit) von der Voraussetzung aus, dass der Charakter seiner Grundfunktion nach in jeder Form Panzerungen gegen die Reize der Außenwelt und die inneren verdrängten Triebe darstellt. Die äußere Form aber, in der diese Panzerung sichtbar wird, sei jeweils historisch bestimmt. Alexander Lowen war Patient und später ein Schüler von Wilhelm Reich. Reich und in seiner Nachfolge auch Lowen entwickelten Konzepte und Verfahren, um die körperlichen Analogien seelischer Vorgänge („Haltungen“) sowohl diagnostisch als auch therapeutisch nutzbar zu machen.
Lowens Beschreibungen der Charakterstrukturen sind ein Ansatz, um emotionale Einstellungen und die korrespondierenden körperlichen Spannungsmuster im Begriff der „Haltung“ zu erfassen und zu verstehen. In diesem Sinne stellen Charakterstrukturen Bewältigungsformen und Sicherungssysteme dar, die das Individuum notgedrungen zur Wahrung der eigenen Integrität im Spannungsfeld der eigenen Bedürfnisse und der Reaktionen seiner Umwelt bzw. seines Bezugssystems entwickelt. Auf der körperlichen Ebene beinhaltet dies im Kern die Einschränkung der Lebendigkeit in Form von chronischen Verspannungen, die den Atem und die Beweglichkeit beeinträchtigen.
Basis der Bioenergetischen Analyse ist das psychoanalytische Widerstands- und Übertragungsmodell (tiefenpsychologischer Ansatz). Wie in der Psychoanalyse wird ein begleiteter und unterstützter Bewusstwerdungsprozess als „heilsam“ verstanden, wobei dem körperlichen Bewegen, Fühlen und Wahrnehmen als Basis der emotionalen Bewegung eine zentrale Rolle zukommt. Die Phänomene wie Haltung, muskuläre (Ver-)Spannung, Gefühlsausdruck in der körperlichen Bewegung, Atmungsmuster in Bezug auf ihre Funktion und Entstehung in der Kindheit und inneres seelisches Erleben wurden von Lowen in fünf Charakterstruktur-Typen unterteilt.

## Charakterstrukturen
Die Charakterstrukturen zeichnen sich aus durch
- typische Verhaltensweisen,
- typisches inneres seelisches Erleben und
- charakteristische körperliche Haltungsmuster.

Aufbauend auf den Konzepten von Reich und seinen eigenen klinischen Erfahrungen entwickelte Lowen seine Typologie der Charakterstrukturen. Die Charakterstrukturen der bioenergetischen Analyse sind nicht immer deckungsgleich mit den Persönlichkeitsstrukturen anderer zeitgenössischer psychologischer Klassifikationen. Sie sind ergänzt durch charakteristische leibliche Muster.
Im Folgenden werden diese idealtypischen Strukturen dargestellt. Der konkrete Patient wird niemals identisch mit diesen Strukturen sein; sie können aber dem Therapeuten im therapeutischen Prozess als eine diagnostische und therapeutische Orientierungslinie dienen.

### Schizoide Charakterstruktur
Die schizoide Charakterstruktur kennzeichnet nach Lowen eine Tendenz zur Spaltung der ganzheitlichen Funktion der Persönlichkeit – z. B. durch die Neigung, Denken und Fühlen zu trennen. Was der Schizoide denkt, scheint häufig keinen Zusammenhang damit zu haben, was er fühlt oder wie er sich verhält. Der Schizoide zieht sich nach innen (insbesondere in den Kopf und ins Denken) zurück, was mit einer Unterbrechung oder einem Verlust des Kontaktes zur Außenwelt oder zur Realität einhergeht. 
Der Begriff schizoid und seine Bedeutung ähneln zwar etwas der Schizophrenie. Doch der Schizoide ist keinesfalls schizophren und muss es auch niemals werden. Bei ihm sind entsprechende Spaltungstendenzen zwar vorhanden, aber diese sind meist gut kompensiert. Die schizoide Persönlichkeit verfügt nur über ein begrenztes Selbst-Gefühl, ein schwaches Ich und einen deutlich reduzierten Kontakt zum Körper und dessen Gefühlen. Schizoide haben eine schwache Ich-Abgrenzung, sind dementsprechend überempfindlich und meiden gefühlsbetonte Beziehungen (vgl. auch schizoide Persönlichkeitsstörung).

### Orale Charakterstruktur
Menschen mit einer oralen Struktur weisen nach Lowen viele Merkmale der oralen Lebensphase (Babyalter) auf: Mangelnde Selbstständigkeit, Neigung zum Anklammern an andere, verminderte Aggressivität und die Erwartung, von anderen gehalten, gestützt und behütet zu werden. Orale Menschen leiden unter innerer Leere und haben starke Sehnsuchtsgefühle. Sie leiden oft unter starken Schwankungen der Stimmungslage. In der kompensierten Form verhalten sich diese Menschen übertrieben selbstständig (vgl. auch abhängige Persönlichkeitsstörung).

### Psychopathische Charakterstruktur
Lowen beschreibt als typisches Merkmal der psychopathischen Struktur das Leugnen von Gefühlen, besonders sexueller Gefühle. Der psychopathische Charakter strebt nach Macht und möchte andere Menschen steuern oder beherrschen. Als Mittel setzt er dabei Druck oder Manipulation (Verführung) ein. Diese Menschen sind auffallend bemüht, „alles unter Kontrolle“ zu haben. Meist verdrängen, leugnen und kompensieren sie ihre Erlebnisse von Macht- und Hilflosigkeit, durch die sie sich latent bedroht fühlen (siehe Psychopathie und dissoziale Persönlichkeitsstörung).

### Masochistische Charakterstruktur
Menschen mit dieser Struktur leiden unter erheblichen Minderwertigkeitsgefühlen, geben sich anspruchslos, verhalten sich unterwürfig und sind um Anpassung und Unterordnung bemüht. Sie zeigen jedoch eine starke, latente, trotzige und beharrliche passive Abwehr, die sie bei genügend starkem äußerem Druck offenbaren; im Inneren hegt der masochistische Charakter Hass-, Negativismus- und Überlegenheitsgefühle. Eine starke Muskelstruktur dämmt die drohende emotionale Explosion ein. Selbstdurchsetzung und Aggression sind bei diesem Charakter-Typus stark gehemmt. Stattdessen herrschen Klagen und Jammern in der Außendarstellung und die Tendenz zur Übernahme von Opferrollen vor (siehe Sadomasochismus).

### Rigide Charakterstruktur
Die rigide Charakterstruktur ist nach Lowen gekennzeichnet durch eine steife, unnahbare Haltung, die im Wesentlichen durch Verletzungen des gegengeschlechtlichen Elternteils verursacht werden. Der Begriff der Rigidität bezieht sich bei Lowen entwicklungspsychologisch auf die ödipale Konfliktsituation des Kindes. Der rigide Charakter ist ständig auf der Hut, nicht verletzt zu werden. Er hat die Hoffnung, durch Leistungsorientierung die Liebe und Anerkennung seiner Umgebung zu gewinnen und zu sichern. Rigide Menschen sind kompetitiv, willensbetont und widerstandsfreudig. Varianten des rigiden Charakters sind der phallische und der hysterische Charakter.
Phallisch:
Das Verhalten ist kämpferisch, rivalisierend-dominant und mitunter aggressiv-verletzend. Dies geht besonders auch in die erotische Beziehungsgestaltung ein (vgl. auch narzisstische Persönlichkeitsstörung).
Hysterisch:
Das Seelenleben und Verhalten dieser Menschen ist emotional übertrieben, Aufmerksamkeit erheischend und dramatisierend. Sie neigen zu übersteigerten gefühlsmäßigen Reaktionen, deren Aufruhr sich im vegetativen Körpergeschehen widerspiegelt. Sie sexualisieren den Kontakt bei gleichzeitiger Abwehr gegen tiefes Sich-Einlassen (vgl. auch histrionische Persönlichkeitsstörung).

## Grounding
Ein zentrales Konzept in der Bioenergetischen Analyse ist das sog. „Erden“ oder „Grounding“. Lowen begann in den 1950er Jahren mit seinen Patienten im Stehen körperlich zu arbeiten. Das hatte es bis dahin im psychotherapeutischen Kontext noch nicht gegeben.
Nach Clauer und Winkler wird Grounding verstanden als
- das Stehen und der aufrechte Gang im Schwerefeld der Erde (Kontakt zum Boden, Standfestigkeit und Eigenständigkeit)
- Fühlkontakt mit allen Bereichen der eigenen Körperlichkeit, als Verwurzelung in der Wahrnehmung des Körperselbst
- Verbundenheit mit der eigenen Geschichte, Verstehen der eigenen Biografie
- Fähigkeit, Beziehungen einzugehen und aufrechtzuerhalten
- Fähigkeit, Selbstentgrenzungen durchzustehen (spirituelle Dimension, Transzendenz)
- Voraussetzung für Containment (emotionale Haltekraft) und Erregungsableitung in den Boden (als Voraussetzung für eine lebendige Sexualität).

## Durchführung und Beschreibung des therapeutischen Prozesses
Im konkreten Verlauf der Therapie „liest“ der Bioenergetische Analytiker zunächst den Körper (u. a. Körperhaltung, Augen- und Gesichtsausdruck, Qualität der Atmung, Gesamteindruck des Energieniveaus). Das so Gesehene wird in Zusammenhang gebracht mit den Beschwerden, der Geschichte, den vorherrschenden Gefühlen und erkennbaren kognitiven Grundüberzeugungen, worüber ein erstes gemeinsames Verstehen erarbeitet wird. Bei der Durcharbeitung der Konflikte und der charakteristischen Grundproblematik gehen verbale Aufarbeitung und körperliche Interventionen Hand in Hand, ergänzen und bedingen sich gegenseitig. In diesem Kontext versteht der Therapeut auch das Übertragungsangebot des Patienten und achtet auf seine Gegenübertragungsgefühle.
Bestandteile körperlicher Interventionen sind: „Vertiefung der Atmung“, „Anregung unwillkürlicher Körperbewegungen“, „Arbeit am emotional verbundenen stimmlichen Ausdruck“ sowie Belebung des allgemeinen Energieniveaus zur Vertiefung der emotionalen Fühl- und Ausdruckstoleranz.
In der direkten Körperarbeit wird der blockierende Charakter der eigenen körperlich-seelischen „Lebenshaltung“ bewusst sowie die in ihm gebundenen Emotionen, die abgewehrt werden mussten. Häufig werden Erinnerungen wach, die in einem ursächlichen Zusammenhang mit den abgewehrten Emotionen stehen. In der sprachlichen Aufarbeitung geht es um die Verknüpfung der Erfahrungen auf der körperlichen Ebene mit den seelisch-geistigen „Haltungen“ und um eine Integration der nun lebendig gewordenen Persönlichkeitsbereiche. Der Prozess geschieht behutsam und kann den Weg zu einer befriedigenderen Lebensgestaltung, zu mehr Lebensfreude, Genuss und Kreativität öffnen.

## Weiterentwicklungen
Die Bioenergetischen Analytiker sind in nationalen Gesellschaften und im Internationalen Institut für Bioenergetische Analyse (IIBA) organisiert. Die Konzepte Lowens befinden sich in diesem institutionellen Zusammenhang in fortlaufender Diskussion, Überprüfung und Weiterentwicklung.
Dokumentiert ist dieser Diskussionsprozess in den Publikationen
- Bioenergetic Analysis: The Clinical Journal of the International Institute for Bioenergetic Analysis: 1985 bis heute
- Forum der Bioenergetischen Analyse: 1993 bis heute
- Körper und Seele, Schriftenreihe der Schweizerischen Gesellschaft für Bioenergetischen Analyse und Therapie (SGBAT), Band 1 bis 8
- sowie in weiteren Zeitschriften in den jeweiligen nationalen Instituten für Bioenergetische Analyse in Europa, USA und Südamerika.

Mitglieder der DÖK (Österreichische und Deutsche Gesellschaft für körperbezogene Psychotherapie – Bioenergetische Analyse) erweiterten Lowens Konzepte um gruppendynamische Aspekte und führten sie modellhaft – neben der therapeutischen Arbeit – in die Beratung und Weiterbildung von Teams und Organisationen ein.

## Spezielle Anwendungsbereiche
In Bezug auf psychosomatische Krankheitsbilder entwickelt sich in den letzten Jahren in der Fachöffentlichkeit zunehmend das Bewusstsein für die Wichtigkeit eines körperlichen Zugangs zur Störung und zu ihrer Heilung. Aber auch bei neurotischen Störungen hat die Bioenergetische Analyse als eines der wichtigsten Körperpsychotherapieverfahren einen weiten Anwendungsbereich.
Die Bioenergetische Analyse wird z. B. bei folgenden Diagnosen eingesetzt:
- Depressionen,
- Angstzustände,
- funktionelle psychosomatische Erkrankungen (verbunden mit Symptomatiken wie Rückenschmerzen, Tinnitus u. a.)
- Burnout-Syndrom,
- Posttraumatische Belastungsstörung,
- sexuelle Empfindungsstörungen.

## Anerkennung und Wirksamkeitsnachweise
In Deutschland ist die Bioenergetische Analyse (wie alle körperpsychotherapeutischen Verfahren und auch z. B. die Verfahren der Humanistischen Psychologie wie Gestalttherapie und klientenzentrierte Psychotherapie) kein Verfahren, das im Rahmen der gesetzlichen Krankenversicherung anerkannt ist. Die damit verbundenen Kosten werden daher nicht von den gesetzlichen Krankenkassen übernommen.
Auf europäischer Ebene ist die Bioenergetische Analyse von der European Association for Psychotherapy (EAP) als Methode anerkannt; ausgebildete Bioenergetische Therapeuten können das European Certificate of Psychotherapy (ECP) über die European Federation for Bioenergetic Analysis – Psychotherapy (EFBA-P) von der EAP erhalten.
Als wissenschaftliche Studien zur Wirksamkeit der Bioenergetischen Analyse liegen bislang nur Pilotstudien mit kleinen Fallzahlen von Ulrich Gudat (1997), Ventling/Gerhard (2000), Ventling/Bertschi/Gerhard (2006) und Komeda-Lutz et al. (2003/2006) (s. hierzu: Handbuch Bioenergetische Analyse, Kapitel VI: Wissenschaftliche Evaluation der Bioenergetischen Analyse.) vor, deren Interpretation noch viele Fragen offen lässt.

## Risiken
Da zur Bioenergetischen Analyse Übungen gehören, die – wie willkürlich herbeigeführte Hyperventilation oder das Einnehmen und Aushalten anstrengender Körperstellungen – sowohl mit physischem als auch psychischem Stress verbunden sind, muss der Therapeut sowohl mit seinem Patienten und dessen Krankengeschichte als auch mit sämtlichen Gefahren und Kontraindikationen der Methode vertraut sein. Als besondere Gefahr bei der Anwendung der Methode werden psychotische Schübe genannt, die durch direkte Körperarbeit ausgelöst werden können.

## Ausbildung der Bioenergetischen Therapeuten
Die Ausbildung zum CBT – Certified Bioenergetic Therapist (IIBA) richtet sich an Ärzte und Diplom-Psychologen sowie an im psychosozialen Feld tätige Menschen mit entsprechender Qualifikation und rechtlicher Voraussetzung (Erlaubnis, psychotherapeutisch tätig werden zu dürfen; in Deutschland: Heilpraktiker/Psychotherapie). Eine fundierte 4- bis 6-jährige Weiterbildung (Mindestvoraussetzungen des IIBA Curriculums) mit Trainingsseminaren, Lehrtherapie und Supervision führt zum Abschluss der Weiterbildung mit dem Zertifikat des Internationalen und lokalen Instituts. Das Curriculum gliedert sich in drei Phasen, wobei zunächst die Selbsterfahrung, dann die Theorie und Technik der Bioenergetischen Analyse und schließlich der therapeutische Prozess und die Supervision im Vordergrund stehen.

## Einbettung in die psychotherapeutische Versorgung
Bioenergetik-Therapeuten (CBTs) arbeiten in Einrichtungen der psychosomatischen stationären Versorgung, in psychiatrischen Krankenhäusern oder sind in ambulanten Praxen niedergelassen.
Als alleiniges therapeutisches Verfahren kann die Bioenergetische Analyse nicht über die gesetzlichen Krankenkassen abgerechnet werden. Die Kosten für eine ambulante Einzelsitzung betragen zwischen 50 und 100 €.
Im Bereich der Gesundheitsfürsorge und Gesundheitsprävention werden Bioenergetische Übungsgruppen durchgeführt. Sie werden qualifiziert angeboten von ausgebildeten Bioenergetik-Therapeuten und Bioenergetik-Therapeuten in Ausbildung (mit entsprechender Zulassung durch das Ausbildungsinstitut) im Rahmen ihrer Praxistätigkeit oder über Träger wie Volkshochschulen bzw. Bildungswerke.